# Tom Lubitz
Tom Lubitz (* 8. Februar 1995) ist ein ehemaliger deutscher Nordischer Kombinierer.

## Werdegang
Lubitz Eltern sind Langläufer. Durch ein Schnuppertraining begann sein Interesse an der Nordischen Kombination. 2014 macht er sein Abitur am Sportgymnasium Klingenthal.
Tom Lubitz startete auf internationaler Ebene zum ersten Mal am 5. und 6. September 2009 im Rahmen des Alpencups der Nordischen Kombination in Winterberg, wo er den 42. und 54. Platz belegte. Seitdem folgten regelmäßig weitere Wettbewerbsteilnahmen, wobei er im Laufe seiner Karriere insgesamt sechs Mal den zweiten Platz und einmal den dritten Platz bei Alpencup-Wettbewerben erreichen konnte.
Bei den Olympischen Jugend-Winterspielen 2012 in Innsbruck belegte Lubitz im Einzelwettbewerb der Nordischen Kombination den vierten Platz und verpasste damit nur knapp eine Medaille. Gemeinsam mit Katharina Althaus und Andreas Wellinger startete er auch im gemischten Teamwettbewerb der Skispringer und Kombinierer; zusammen gewannen sie die Goldmedaille vor Slowenien und Kanada.
Lubitz debütierte im Rahmen der Wettkämpfe vom 14. bis 16. Dezember 2012 in Soldier Hollow (Utah) im Continental Cup, bei denen er Platzierungen jenseits der Top 40 erreichte. In der Folge kam es zu regelmäßigen weiteren Continental-Cup-Teilnahmen. Ein Jahr später holte er an gleicher Stelle mit ersten Top-30-Platzierungen seine ersten Continental-Cup-Punkte. Seine beste Continental-Cup-Platzierung war im Einzel ein neunter Platz in Tschaikowski am 7. März 2015.
Am 24. August 2014 debütierte Lubitz in Oberwiesenthal im Grand Prix, wo er den 46. Platz belegte. Seine ersten Grand-Prix-Punkte erreichte er mit einem 24. Platz drei Jahre später beim Wettbewerb in Planica am 30. September 2017.
Bei den Deutschen Junioren-Meisterschaften 2014 in Hinterzarten im Oktober 2014 wurde er Zweiter hinter Jakob Lange.
Am 4. Januar 2015 startete Lubitz schließlich in Schonach erstmals im Weltcup; hier wurde er 45. Lediglich zwei weitere Weltcupteilnahmen folgten, und zwar bei den Wettbewerben Anfang Februar 2018 in Hakuba, bei denen er die Plätze 36 und 33 erreichte.
In den Jahren 2015 bis 2018 startete Lubitz überwiegend bei Wettbewerben des Continental Cups. Seine letzten Wettbewerbe bestritt er im September 2018 im Rahmen des Grand Prix in Planica. Im November 2018 beendete Lubitz seine aktive Sportlerkarriere.

## Statistik

### Grand-Prix-Platzierungen
| Saison | Platz | Punkte |
| ------ | ----- | ------ |
| 2017   | 56.   | 007    |
| 2018   | 55.   | 008    |

### Continental-Cup-Platzierungen
| Saison  | Platz | Punkte |
| ------- | ----- | ------ |
| 2013/14 | 74.   | 018    |
| 2014/15 | 22.   | 140    |
| 2015/16 | 52.   | 070    |
| 2016/17 | 21.   | 194    |
| 2017/18 | 50.   | 083    |